# Marcilly-sur-Tille
Marcilly-sur-Tille é uma comuna francesa na região administrativa da Borgonha-Franco-Condado, no departamento de Côte-d'Or. Estende-se por uma área de 7,27 km². Em 2010 a comuna tinha 1 701 habitantes (densidade: 234 hab./km²).